# Kościół św. Katarzyny w Dytmarowie
Kościół św. Katarzyny w Dytmarowie – świątynia w Dytmarowie zbudowana w 1857 w stylu neogotyckim.
Do wojewódzkiego rejestru zabytków wpisane są:
- kościół par. pw. św. Katarzyny, 1600, wieża 1857, nr rej.: 536/58 z 15.11.1958
- ogrodzenie z bramą, nr rej.: 570/59 z 15.06.1959

## Historia
Pierwsza wzmianka o kościele w Dytmarowie pochodzi z 1331 roku. W 1660 roku zbudowano murowany kościół w stylu renesansowym. Obecny kościół został zbudowany w latach 1857-1858 w stylu neogotyckim. Pozostałością po poprzednim kościele jest wieża kościelna.

## Architektura
Kościół halowy, zbudowany w stylu neogotyckim, posiada trzy nawy z krótkim chórem. Wieża kościoła ma sześciokątny szczyt ze spiczastym hełmem. Chrzcielnica pochodzi z XVI wieku. Późnogotycka monstrancja pochodzi z 1516 roku.
Kościół otoczony jest kamiennym murem z XV wieku.

## Galeria

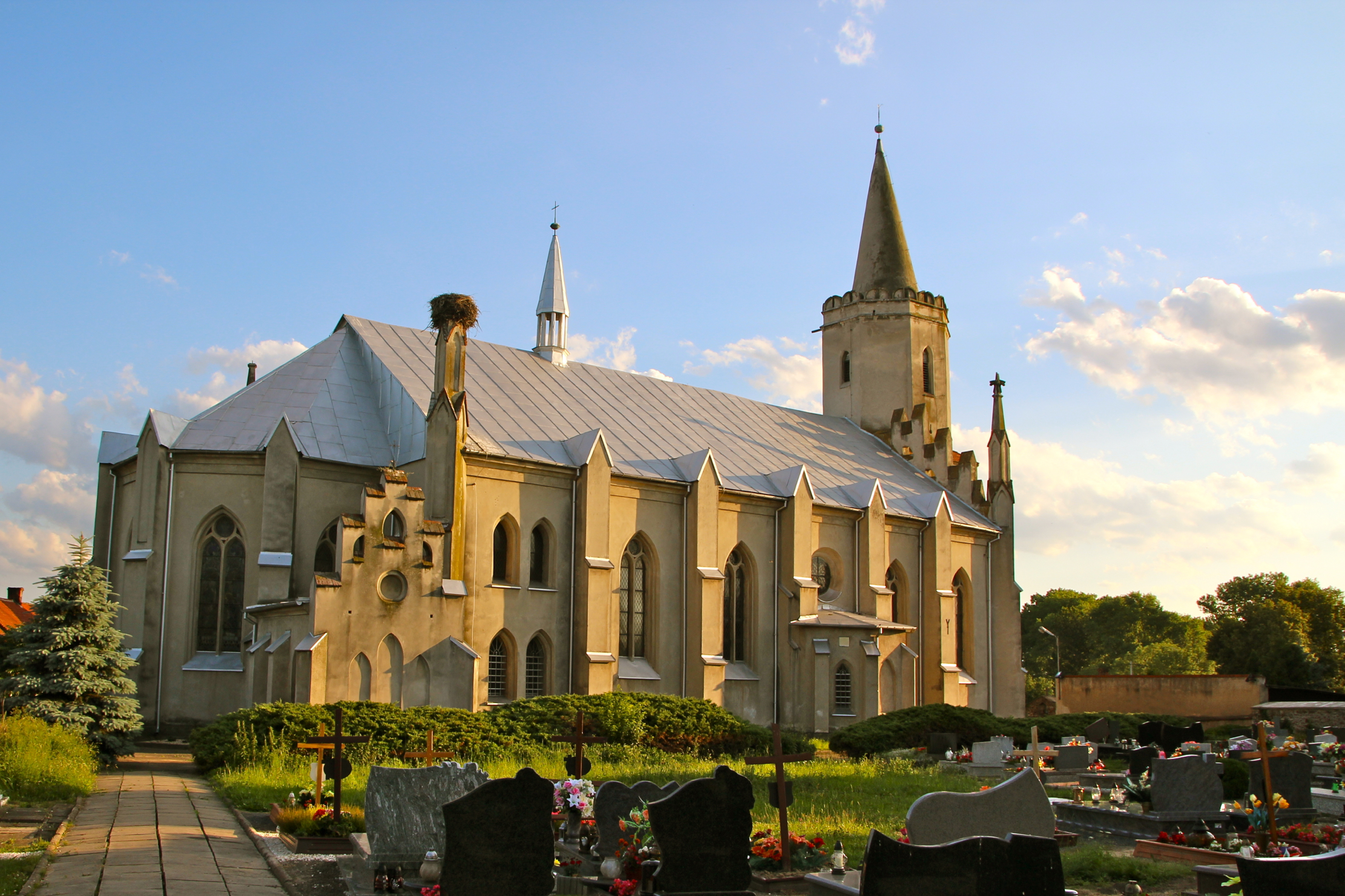
Widok z zewnątrz
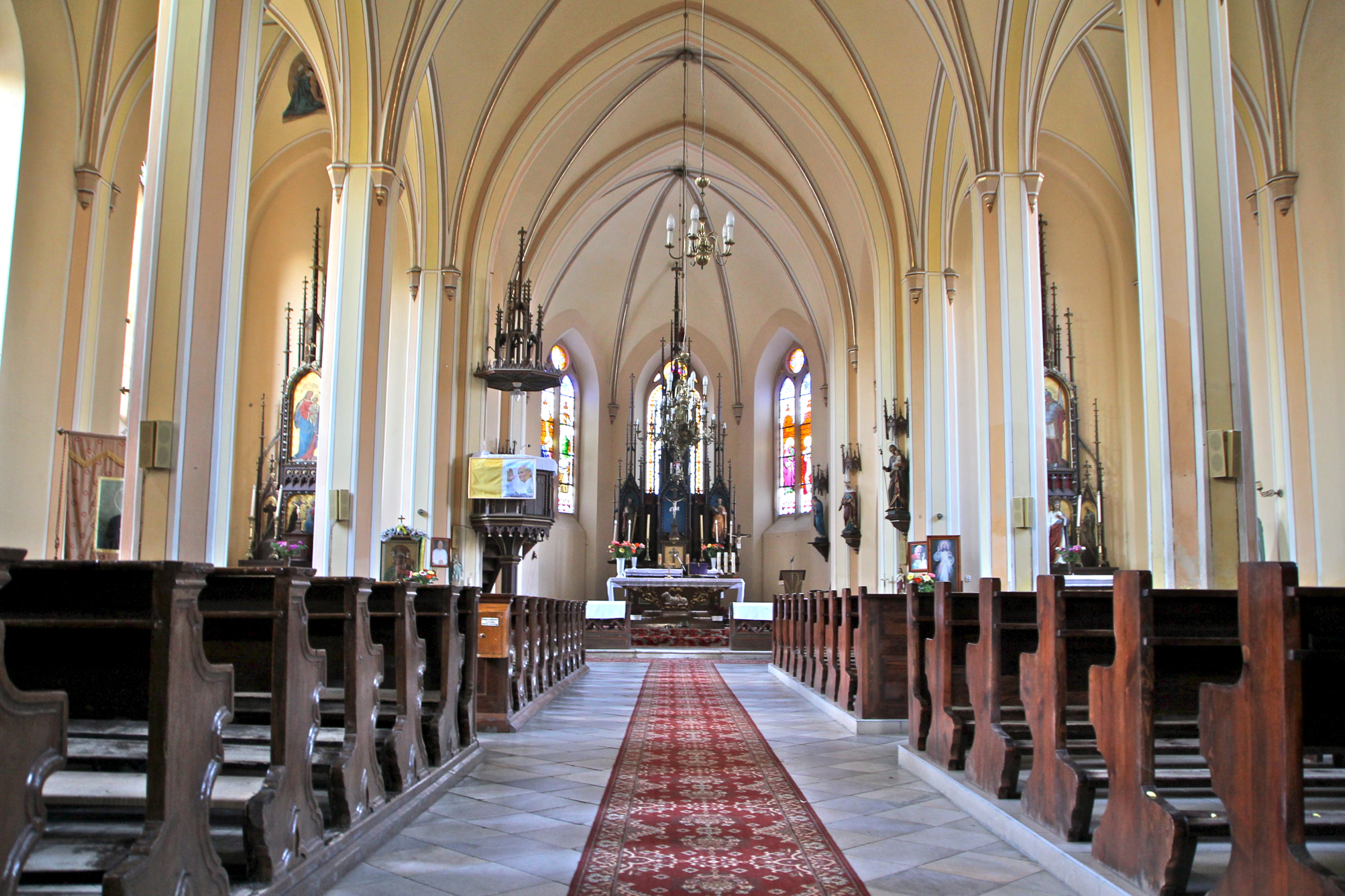
Wnętrze kościoła